# Músculo palatogloso
El músculo palatogloso (glosoestafilino según TESTUT), es un músculo que se encuentra en la lengua, par, pequeño y delgado.
Es un músculo palatino estrecho, con forma de creciente. Constituye la columna anterior del istmo de las fauces. Se origina de la aponeurosis palatina del paladar blando.
Se inserta entra en la lengua de forma transversal posterolateralmente, mezclándose con el músculo transverso intrínseco.
Se inserta en la aponeurosis faríngea de la cara externa de la amígdala; por debajo, en la base y línea media de la lengua.

## Acción
Es capaz de elevar la porción posterior de la lengua o deprimir el paladar blando, más comúnmente actúa como constrictor del istmo de las fauces.

## Inervación
Es el único músculo de la lengua que no es inervado por el nervio hipogloso (NCXII). Lo inerva el plexo faringeo conformado por el Nervio Glosofaringeo (NC IX) y Vago (NC X)